# Mouvement de 1967 contre les ordonnances sur la sécurité sociale
Le mouvement social contre les ordonnances sur la sécurité sociale, débuté au printemps 1967, a mobilisé selon les syndicats près d'un million de salariés dans les secteurs public et privé en France, l'année d'avant Mai 68. L'opposition de gauche, PCF et FGDS, estime ce projet socialement injuste et anti-démocratique mais la résistance est surtout menée par les deux principaux syndicats français : la CGT, la CFDT, qui ont organisé des journées de grèves et de manifestations au printemps puis à l'automne 1967. Après Mai 1968, certains hommes politiques de droite et certains commentateurs accuseront le tandem Debré-Jeanneney, à l'origine de cette réforme, d’avoir « vissé la cocotte » qui va exploser quelques mois plus tard lors de la grande grève générale, selon l'historien Eric Kocher-Marboeuf dans son ouvrage consacré à ce dernier. Lors du meeting de la fin mai au stade Charléty, l’abrogation des ordonnances figurera sur des banderoles et lors de la négociations des accords de Grenelle, les syndicats réclameront l’abrogation des ordonnances de 1967. L'automne 1967 a vu la contestation de cette réforme rejoint par l'embryon de syndicats lycéens qui se met en place, et le principal syndicat étudiant de l'époque, l'UNEF. L'objet immédiat est de protester contre des risques de déremboursement de la santé. Le gouvernement veut alors mettre en place une approche par réduction des dépenses publiques (retraites et santé) car il s'inquiète des comptes de la sécurité sociale à l'horizon 1970.
Après la grève générale qui a fait suite aux événements de mai 1968, l'auteur de la réforme de 1967 participera, avec le Premier ministre Georges Pompidou et son secrétaire d’État Jacques Chirac, à la négociation du protocole des "accords de Grenelle" qui sont réunis au ministère des Affaires sociales. Il en présente le résultat devant l’Assemblée nationale le 28 mai.
Il faudra attendre ensuite les grèves de 1995 et le Mouvement social contre la réforme des retraites en France de 2010, soit 33 ans, pour assister à des manifestations syndicales d'ampleur réunissant toutes les fédérations et tous les secteurs professionnels du même type.

## Contexte politique
Lors de la constitution du second gouvernement Pompidou, le général de Gaulle a nommé Jean-Marcel Jeanneney, un fidèle, au poste de ministre des Affaires sociales, en le plaçant à la tête d'un grand ministère regroupant le ministère du Travail et celui de la Santé, qu'il s'agit d'intégrer l'un à l'autre. Il occupe ce poste jusqu'aux événements de Mai 68. Dans la mouvance du "gaullisme de gauche", il s'oppose au conservatisme du cabinet du Premier ministre, au premier rang d'Édouard Balladur.
Jean-Marcel Jeanneney doit cependant s'incliner sur plusieurs points concernant une réforme qui porte son nom, les "ordonnances Jeanneney", sur le fond comme sur la forme. Il aurait préféré une procédure parlementaire normale, mais s'incline devant le choix du Premier ministre.

## Rapports et projets de réforme
Trois rapports avaient été, les années précédentes, commandés à des experts des questions de protection sociale : en 1964 (Friedel), en 1966 (Bordaz) et en mars 1967 (Canivet). La situation financière future est le principal souci du troisième des trois rapports sur l'avenir de la sécurité sociale. Ces rapports se sont succédé en quelques années, sur la base de projections montrant que de 1965 à 1970, la croissance des dépenses au rythme anticipé de près de 9% par an entraînera une charge supplémentaire de l'ordre de 9 milliards en francs constants. Le rapport de mars 1967, souligne qu'entre 1956 et 1964, la part de la consommation médicale des ménages par rapport à leur consommation globale a progressé de moitié pour passer de 6,5 % à 9,8 % et dénonce une forme de « perfectionnement de la garantie de l'assurance - maladie », qu'elle veut freiner et responsabiliser. La consommation de produits pharmaceutiques est la plus visée car elle augmente en particulier de 9 %, et celle des soins dentaires de 5 %.
L'objectif est d'éliminer certaines dépenses jugées inutiles pour le malade, pour éviter d'augmenter les charges de l'assurance-maladie à un moment où les pouvoirs publics s'inquiètent de la poussée démographique, mais aussi de voir l'appareil de distribution des soins évoluer « selon ses tendances propres, indépendamment de tout souci de rentabilité », ce qui contribue à une croissance annuelle des dépenses de santé d'environ 12 %, dont le coût représentait 11,67 % des salaires, mesurés par les cotisations, en 1964 contre 8,73 % en 1956.
La commission d'experts livre son diagnostic en mars 1967 et propose dans le rapport Canivet :
- l'individualisation comptable de l'assurance-maladie pour en finir avec la cotisation unique et commune aux trois régimes[4] ;
- un dispositif de renseignement sur la consommation des soins[4] ;
- évaluer la productivité de l'appareil sanitaire, privé et public[4] ;
- porter, la durée minima de travail exigée pour l'ouverture des droits à indemnisation au tiers de la durée normale moyenne du travail dans l'industrie (soit 160 heures par trimestre, au lieu de 60 heures[4] ;
- instaurer un "ticket modérateur" correspondant à une motion de "maladie coûteuse" plutôt qu'à celle de "longue maladie"[4] ;
- ne plus accorder l'avantage du "tiers payant" qu'aux établissements de soins les moins coûteux pour la Sécurité sociale (hôpitaux publics, établissements de soins privés conventionnés)[4] ;
- instituer une information économique et une information pharmaceutique pour les médecins[4] ;
- imposer des contrôles plus sévères pour éviter l'abus des postcures ;
- peser sur le prix des spécialités afin de limiter la consommation des médicaments, et simplifier les règles de remboursement des produits pharmaceutiques[4] ;
- dans les hôpitaux, effectuer le remboursement pour les malades externes aux mêmes taux que dans le secteur privé et généraliser la pratique du tiers payant[4].

## Déroulement

### Annonce du projet
Deux mois après les élections législatives de 1967, qui ont eu lieu les 5 et 12 mars 1967, à l'issue desquelles le pouvoir gaulliste n'a plus qu'un siège de majorité absolue à l'Assemblée nationale, le Premier ministre Georges Pompidou annonce une réforme de la Sécurité sociale. Elle a été préparée dans la discrétion, afin de créer trois caisses nationales au lieu d'une, pour la maladie, la famille, et les retraites, en les dotant d'une gestion paritaire, incluant désormais à égalité le patronat. 
Le conseil des ministres du 4 mai 1967 demande au parlement que soient donnés les pleins pouvoirs au gouvernement pour décider par ordonnances (sans passer par le débat parlementaire) d’une réforme en profondeur de la sécurité sociale. Le gouvernement annonce par la suite qu'il va accorder en juin 1967 une avance budgétaire à la Sécurité sociale comme en 1966, d'environ 1,5 milliard, pour pallier un déficit total qu'il estime supérieur à 3 milliards de francs. Les syndicats redoutent de leur côté que la réforme ne ramène le régime général à un simple système de prévoyance au détriment des catégories les plus défavorisées, le reste des risques étant couvert volontairement pour les salariés, par des mutuelles ou des compagnies d'assurances privées.

### Grève générale du 16 mai 1967
Cette annonce déclenche la grève générale du 16 mai 1967, que beaucoup d'historiens considèrent comme un prélude à Mai 68, avec celle qui a suivi en décembre 1967, car elle se traduit par une mobilisation bien plus forte que les précédentes journées nationales d'action des syndicats. Elle a lieu « à l'appel de la CGT, de la CFDT, de FO et de la FEN »,. En région lyonnaise, elle est suivie aux usines Berliet, et sert de prélude à Mai 68 à Lyon, dans l'un des bastions locaux du mouvement. La date est choisie pour avoir lieu exactement un an après la journée d'action du 17 mai 1966 et aussi protester le blocage des salaires et contre l'attribution des pleins pouvoirs au gouvernement. La manifestation à Paris part de la Gare de l'Est et passe par les Boulevard Magenta et Boulevard Beaumarchais, jusqu'à la place de la République, où un rapide accrochage oppose des manifestants à un groupe de jeunes "prochinois">.
La CFDT avait été la principale force derrière la journée nationale intersyndicale d'action du 17 mai 1966, qui donne un contenu à l'alliance nationale que son leader Eugène Descamps a noué pour la première fois au début de 1966 avec la CGT, dans le sillage du congrès de 1964 qui donne naissance à la CFDT déconfessionnalisée et combative qui va suivre. 
L'année 1967 sera celle qui comptabilise le plus de journées de grève depuis l'instauration de la Ve République. Après celles du 17 mai 1966 et 23 novembre 1966, de nouvelles « journées d'action » unitaires ont lieu ainsi le 1er février 1967, le 17 mai 1967, puis le 14 octobre 1967 et le 13 décembre 1967. Ces « journées d'action » unitaires d'un type nouveau pour l'époque ont pour conséquence une progression des « jours perdus pour fait de grève » : de 979 900 en 1965 à 2 523 500 en 1966 et 4 203 600 en 1967, soit un quadruplement en deux ans, ces grandes journées d’action servant de rendez-vous, progressivement, aux salariés de petites entreprises, même si fin 1967 et durant les premiers mois de 1968 elles laissent place plutôt à des affrontements entre grévistes et forces de l’ordre, à la Saviem de Caen, au Mans, à Mulhouse. André Jeanson, président de la CFDT et futur négociateur des accords de Grenelle, écrit dans Témoignage chrétien du 9 novembre 1967 à leur sujet « il ne faudrait pas grand-chose pour que les travailleurs reprennent leurs bonnes habitudes et descendent dans la rue, avec quelquefois des boulons dans leurs poches », même si en avril 1968 Edmond Maire, futur secrétaire général déclare : « Les militants syndicaux (…) en viennent parfois à prendre la mobilisation des militants pour la mobilisation des masses, ou à s’en remettre à une perspective mythique de grève générale ».
André Bergeron, le leader de Force ouvrière, exprime cependant des craintes que la grève et les manifestations ne soient trop politiques. La CGT et la CFDT contournent cette difficulté en déléguant leurs organisations partout sur le territoire à leurs unions départementales . Dans de nombreuses régions, cette tactique permet de s'assurer le soutien des syndicats étudiants et des fédérations départementales d'agriculteurs , avec lesquelles sont tissés des liens qui seront parfois utiles en Mai 68. FO participe cependant au mouvement tout en répétant ses réticences, surtout par la voix d'André Bergeron , qui lance des appels du pied aux déçus de la scission du syndicalisme chrétien. La CFTC menace ainsi de retirer ses consignes de grève si les autres centrales décident « une grève générale ayant un caractère politique » et le débat se déplace sur la pertinence du syndicalisme "interprofessionnel".
Par égard pour ces préoccupations, il est décidé que les personnalités politiques soient non au premier rang des délégations, mais mêlées aux autres participants, par localité. Les manifestants se groupent ainsi par ville de banlieue, profession ou entreprise, des métallurgistes aux chauffeurs de taxi, en passant par les postiers, les communaux ou les infirmiers, avec une banderole de tête simple et fédératrice disant « Non aux pleins pouvoirs, les travailleurs ne laisseront pas porter atteinte à leurs droits ». Cette volonté de rester indépendant se traduit par le fait que les syndicats soulignent qu'ils attendent de l'opposition des propositions concrètes et par une affluence plus forte qu'en janvier, où les réticences exprimées par FO avaient pesé. La gauche tente effectivement d'accompagner le mouvement social sur le plan politique et propose alors une motion de censure pour renverser le gouvernement. Le 20 mai 1967, ses différents leaders défendent la grève et expriment leur indignation : François Mitterrand pour la FGDS et Waldeck Rochet, pour le parti communiste. Le PSU est le plus enthousiaste et voit ces manifestations communes comme un moyen de dépasser les divergences au sein de la gauche mais aussi entre les différents milieux sociaux, dans une logique d'efficacité face au gouvernement. Les évaluations vont de soixante mille selon la préfecture de police, " à plusieurs centaines de milliers " selon les organisateurs et le nombre « le plus couramment avancé au cours de la soirée était de cent cinquante mille » rapporte Le Monde, selon qui dès 14 heures, de nombreux autocars étaient venus déposer des syndicalistes aux alentours de la place de la Bastille. et qui note « une unité de revendications plus marquée que l'an passé ou que lors du mouvement du février ». Parmi les slogans relevés :
- « Les pleins pouvoirs aux travailleurs ! » ;
- « De Gaulle, démission ! » ;
- « De Gaulle, dictature! »[9] .

### Fin septembre, la mobilisation des syndicats, mutuelles et du cartel des prestations
Le 22 juin 1967, le parlement vote les pleins pouvoirs à de Gaulle, malgré les protestations, grèves et manifestations. L'été 1967 voit le gouvernement lancer une série de projets d'ordonnances, dont une concerne cette réforme, le 21 août 1967. L'annonce de la réforme est concomitante à la demande du gouvernement Pompidou de légiférer par ordonnances en matière économique et sociale et les opposants estiment donc réagir « contre les pleins pouvoirs ». Immédiatement après la promulgation le 21 août commence une vague de contestation pour exiger leur abrogation, réclamée par PCF et la CGT, mais également reprise par la CFDT et le PSU. Georges Séguy, qui vient d’être élu secrétaire général de la CGT, appelle à un « puissant mouvement de masse » tandis que la CFDT conteste cette réforme qu’elle ne peut « admettre » même si elle siégera dans certains nouveaux conseils pour les critiquer et les connaitre.     
Les deux syndicats demandent dès le 31 août, de surseoir à la désignation des délégués aux conseils d’administration des trois nouvelles caisses, afin de préparer une stratégie et d'élargir le front de résistance. La centrale des cadres, la CGC, craint des augmentations de cotisations pour réduire le déficit de la Sécurité sociale et son président André Malterre ralliera le mouvement à l'occasion d’une conférence de presse le 19 septembre. Le 16 septembre 1967, Le Monde avait observé que CGT et CFDT « avaient laissé prévoir une rentrée orageuse en tablant sur la réorganisation de la Sécurité sociale. (…) Mais ces démonstrations paraissent être davantage le fait des militants que de la masse. ». La contestation prend vraiment forme à partir de la deuxième quinzaine de septembre et les deux manifestations importantes, après celle du 16 mai, ont lieu en octobre et en décembre.
Les politiques ne sont pas en reste. En commission des Finances de l’Assemblée, le ministre des Affaires sociales a affronté aussi le 14 septembre 1967 la double opposition de Pierre Mendès France, qui vient d'être élu à Grenoble député du Parti socialiste unifié, et Valéry Giscard d’Estaing. Sur la gauche du PS et du PCF, le comité politique national du Parti socialiste unifié, qui vient de flirter avec les 4% aux législatives, réclame la nationalisation des laboratoires pharmaceutiques, la création d’un service national de santé sur le modèle du National Health Service (NHS) fondé en 1948 au Royaume-Uni, par le gouvernement travailliste de Clement Attlee et son secrétaire d’État à la santé Aneurin Bevan, puis légèrement amendé par le gouvernement conservateur de Winston Churchill pour y ajouter les premiers reste-à-charge.
Le Parti socialiste unifié qui est alors majoritaire au sein du syndicat étudiant UNEF demande aussi un relèvement de 5 % par an des allocations familiales et un relèvement du minimum vieillesse à 300 francs par mois, financés par une augmentation de la fiscalité sur les hauts-revenus et le capital.
Les syndicats et partis ne sont pas isolés. La Fédération nationale de la mutualité française (FNMF), qui regroupe la majorité des mutuelles de santé en France, sort de sa neutralité et monte progressivement au créneau pour redouter l’institution d’un ticket modérateur de 5 %. Les pharmacies mutualistes qui financent plus facilement leurs maisons de retraite et cliniques, grâce aux excédents financiers dégagés sur certains produits sont très critiques contre l'encadrement du prix des médicaments. Arnaud Duben, président de la FNMF depuis le 15 avril 1967, ouvrier typographe et militant syndical, dénonce la quasi-interdiction du tiers payant et souligne que ces ordonnances bouleversent le système de protection sociale sur le plan des prestations et de la démocratie sociale.
Un cartel national de défense des prestations familiales qui avait été mis en place le 30 mai 1959 est réactivé, le 4 septembre, pour demander l’abrogation des textes adoptés en plein été.

### Grèves et manifestations de décembre 1967
Le 13 décembre 1967, lorsque les centrales syndicales et l'UNEF. ont organisé une nouvelle grève et une nouvelle grande journée nationale d'action syndicale pour protester contre les ordonnances sur la Sécurité sociale, avec notamment un meeting commun de la CGT et de la CFDT une demi-douzaine de lycées ont déclenché une grève de solidarité. Les lycéens commencent alors se politiser dans la lutte contre la Guerre du Vietnam et n'adhèrent plus autant aux rituels festifs traditionnels. La démocratisation de l'enseignement a créé de nouveaux problèmes disciplinaires dans les lycées, selon une thèse de sociologie de troisième cycle soutenue à la Sorbonne. Alors que l'image "positive" du chahut traditionnel s'explique par le recrutement bourgeois, grâce auquel régnait une sorte d'unanimité concernant le rôle culturel du lycée, la présence dans les établissements de plus nombreux jeunes issus de milieux plus modestes, qui se retrouvent donc moins isolés, va résulter en une adhésion moins unanime à ces rituels, selon cette thèse.
Les perturbations causées par la grève du 13 décembre 1967 ont eu lieu dans la production et la distribution de l'électricité et du gaz, la presse tandis que les transports urbains étaient plus ou moins totalement en grève à Lyon, Limoges, Boulogne[Laquelle ?], Amiens, Lille, Brest, Saint-Étienne. Les principales manifestations en province ont eu lieu à Lyon (8 000), Le Mans, Lille (3 000 à 5 000), Saint-Étienne (2 500), Bordeaux, Grenoble, Rouen (2 000) ou encore Marseille, Le Havre, Dijon, Toulon (1 000 à 1 500). Le défilé parisien, de la place de la République à la Bastille, de 15 heures 30 à 18 heures, dément les propos du chef de l'État selon lesquels la situation sociale se résumait à quelques inquiétudes et réclamations, selon Jean Dréan (CGT), en annonçant une suite. Il a réuni trente mille personnes selon la police et cent mille selon les organisateurs, qui ont demandé, comme en mai 1967, aux personnalités politiques de se fondre dans les aux autres manifestants. Michel Perraud, président de l'UNEF et des représentants de la FEN ont pris la parole sur l'estrade de fortune. Lorsque des politiques comme Waldeck Rochet, Jacques Duclos et Claude Estier veulent y monter, ils décident finalement de s'abstenir à la suite de protestations attribuées à des militants CFDT. Guy Gouyet (CFDT), dénonce un patronat qui veut retourner au système de l'assurance individuelle, pour « faire de l'argent sur le dos des malades ». 

### Couverture par la presse
La contestation de ces textes adoptés en toute légalité mais accusés de pénaliser les faibles revenus est alors massivement couverte par la presse quotidienne, dans laquelle la politique du ministre des Affaires sociales est souvent critiquée et parfois même brocardée. Le premier ministre Georges Pompidou ayant indiqué dans un premier temps ne rien vouloir changer au projet, donnant le sentiment de se « dérober devant ce travail d'Hercule qu'est la révision générale d'une machinerie qui brasse des sommes équivalant presque à la moitié du budget de l'Etat » déplore Le Monde. 
Dans L’Aurore, Dominique Pado dénonce « une philosophie suffisamment farfelue pour ne pas être inquiétante », même si Michel-Pierre Hamelet, du Figaro, avait salué un peu plus tôt «  la rénovation d’un esprit mutualiste qui était précisément la marque du mouvement social français depuis un siècle ». 
La journaliste du Monde Janine Roy, donne la parole au ministre dans un entretien le 2 décembre 1967, où ce dernier s'étonne qu'une partie de la réforme ait été abandonnée à la demande des députés ce qui montre selon lui que « les Français sont plus préoccupés d’égalité que de responsabilités. ». Son projet prévoyait à l'origine une gestion décentralisée du nouveau système de sécurité sociale, complétée par un système de péréquation, autorisant les caisses départementales de sécurité sociale, en particulier pour l'assurance maladie à moduler le niveau de remboursement et le ticket modérateur en fonction du nombre de bénéficaires, mais les députés sont presque unanimes à s'y opposer, craignant des conséquences pour les régions pauvres ou peu peuplées.

### Tension lors de l'élection des présidents des trois nouvelles caisses
La réforme est critiquée comme une brutale remise en cause de la démocratie sociale car la représentation des assurés est réduite de 75 % à 50 % au profit du patronat et encadrée par des hauts-fonctionnaires dans les nouvelles instances de direction des trois caisses. 
Tout en regrettant la parité avec le patronat, la FO se félicite cependant de la suppression des élections, tout comme la CFTC. Le gouvernement et ses hauts-fonctionnaires n'hésitent pas à s'impliquer dans l'application de la réforme, ce qui contribue à la tension. Ainsi, le Journal officiel du 28 septembre annonce la nomination de trois directeurs, parmi lesquels, à la CNAM, de Christian Prieur, venu du cabinet du ministre des Affaires sociales, les deux autres étant Roland Lebel et Camille Aime de Wolf? respectivement à la CNAF et à la CNAV.  
Par ailleurs, la scission opérée au sein de la CFTC en 1964, qui a donné naissance à une CFDT majoritaire et déconfessionnalisée, se traduit aussi par de nouvelles alliances syndicales, avec la CGT, dont ne veut pas la "CFTC maintenue" des minoritaires, qui tient à conserver un rôle.
Le quotidien communiste L’Humanité dénonce ainsi l’élection à la vice-présidence de la Caisse nationale d'assurance maladie (Cnam), devenue stratégique en raison de la réforme, de Maurice Derlin, de Force ouvrière, élu grâce aux voix de la CFTC, de la CGC et du CNPF. René Mathevet, de la CFDT, est de son côté élu à présidence de la Caisse nationale d’allocations familiales, la future CNAF, mais il démissionne deux jours après en solidarité avec la direction de son syndicat, laissant la place le 7 novembre à Pierre Boisard de la CFTC, élu par FO, la CGC et une partie du CNPF. André Marette, représentant des employeurs obtient lui la très présidence du conseil d’administration de la caisse nationale d’assurance vieillesse. Le jour de l'installation du nouveau conseil de la CNAM, pas moins de 283 délégations de la CGT et de la CFDT manifestent à tour de rôle devant l’entrée principale pour protester contre la réforme.

## Conséquences en Mai 1968

### Création des comités d'action lycéens
Le Mouvement de 1967 contre les ordonnances sur la sécurité sociale contribue au rapprochement entre étudiants, lycéens et syndicats de salariés qui va faire la force de Mai 68 l'année suivante. Le 13 décembre 1967, dans plusieurs lycées parisiens où existent des « Comités Vietnam Lycéens » (CVL), des militants arrivent à entraîner dans la grève des étudiants en terminale qui participent aux cortèges de l'UNEF ainsi qu'aux manifestations intersyndicales. Certains lycées parisiens sont en grève le 13 décembre, jour de l'appel de l'UNEF. 
À la mi-décembre, il ne s'agit plus seulement du Vietnam mais de leur participation, en tant que comités lycéens, au Mouvement social. L'UNEF se bat au même moment contre la "Réforme Fouchet des universités" et les règlements des résidences universitaires, qui limitent la présence en résidence à seulement trois ans, ce qui leur vaut d'être accusés de freiner la démocratisation des universités. 
C’est au lycée Jacques-Decour qu'est créé, le 15 décembre 1967, le premier comité d'action lycéen, lors d'un meeting rassemblant entre 100 et 120 lycéens. Maurice Najman y prend une part très active, et il est rejoint par Michel Recanati, futur acteur central de Mai 68. Un bulletin est édité dont la fonction est dans le titre : Liaisons et qui aura pour sous-titre "bulletin de coordination des comités d'action lycéens". Mais la manifestation du 13 décembre, l'avant-veille, a déjà vu se mobiliser six lycées parisiens : Jacques-Decour, Turgot, Lavoisier, Louis-le-Grand, Camille-Sée et Condorcet.
Le mouvement des Comités d'action lycéens s'étend dans les régions. En particulier début 1968 dans la région de Decazeville-Rodez, où six sont fondés via Francis Jouve, militant JCR, « avec des jeunes souvent issus de familles imprégnées du souvenir de la barbarie fasciste », comme Annie Zanchetta, petite fille d’antifasciste italien, Annie Tora, fille de républicains espagnols ou Marie-Jo Vittori dont le père a milité dans les Brigades Internationales puis chef des maquis de l’Aveyron. 
Il va ensuite prendre son essor dès le 26 février, lorsqu'un grand nombre de lycées sont bloqués, parfois par 50 à 80 lycéens, et qu'ils participent à la grève et à la manifestation appelée par la Fédération de l'Éducation nationale (FEN) et l'UNEF aux cris de « Liberté d’expression » et « Non à la sélection ». Même le Lycée La Fontaine dans le XVIe arrondissement de Paris est touché.

### RATP, écoles normales, Sécu, aspiration à une grève plus agressive
Certains jeunes militants déplorent qu'une grève générale contre les ordonnances n'ait pas eu lieu et aspirent à une grève plus agressive. Parmi eux, Stéphane Just, employé à la RATP, trotskiste et numéro deux de l'OCI. Les 3 et 4 décembre 1967, vingt-deux militants de l'OCI, de toutes tendances, décident de préparer une nouvelle réunion le 19 décembre, parmi eux, des non syndiqués, des ouvriers et employés de la RATP, de la Sécurité sociale, et des étudiants. Ils sont 150 à la réunion suivante, mais sans déboucher sur des grèves, même si un "Comité de défense des normaliens" décide les 3 et 4 janvier 1968 de les rejoindre avant de réunir une assemblée le 24 mars 1968. La création de ce comité de défense surtout actif en région parisienne, comme à Melun, qui met la pression sur le SNI et la FEN, est perçu comme une "activité fractionnelle" de l'OCI et il reprendra du service dix ans plus tard avec l'aide du SGEN CFDT.
Ensuite à la fin janvier 1968 à Caen, les ouvriers du montage des camions chez Saviem, montent dans les bureaux et votent la grève illimitée puis répondent aux CRS quand leur manifestation est réprimée.

### Meeting de Charléty après les accords de Grenelle
En Mai 68, lors du meeting de la fin mai au Stade Charléty, l’abrogation des ordonnances figure sur de nombreuses banderoles, dont une qui mentionne aussi "Contre le Ve plan", celui allant de 1966 à 1970 et jugé timoré par rapport au précédent. C'est en particulier la photo numéro 23 dans l'album des photos prises par Pierre Collombert pour Tribune socialiste, le journal du PSU, sur une grande banderole des groupes "philo, psycho et espagnol" de l'UNEF qui dénonce aussi la Réforme Fouchet des universités, ont été commandées plusieurs semaines après la fondation du Mouvement du 22 mars et donnent une idée du site universitaire.
Lors de la négociations des Accords de Grenelle, les syndicats réclameront l’abrogation des ordonnances de 1967. Pour justifier sa non-signature du relevé de conclusions à l’issue des négociations, le leader de la CGT Georges Séguy met notamment en avant le refus du premier ministre d’abroger les ordonnances « scélérates ». Lorsque le mouvement continue, les syndicats sont alors critiqués par une partie de l'extrême-gauche pour ne pas vouloir plus que l'abrogation de ces ordonnances.